# Przemyskie Towarzystwo Narciarskie
Przemyskie Towarzystwo Narciarskie – stowarzyszenie o charakterze sportowo-turystycznym, powstałe w 1923 roku w Przemyślu. 
Głównym inicjatorem jego powstania oraz wieloletnim prezesem był Julian Kolankowski – nauczyciel języka polskiego w przemyskim I Gimnazjum, a wśród członków założycieli znaleźli się również: prof. Stefan Bąkowski, gen. Andrzej Galica, płk Marian Wihnanek oraz dr Roman Łaba. W 1924 roku Towarzystwo zostało przyjęte do Polskiego Związku Narciarskiego. Siedziba Towarzystwa znajdowała się przy ulicy Franciszkańskiej 19.
Podstawowym przedmiotem działania PTN była organizacja lekcji jazdy na nartach. Od 1926 roku lekcje te odbywały się na skoczni narciarskiej na Kruhelu, a w latach 1929-1931 – na znacznie większej na Lipowicy. Po zniszczeniu tej drugiej, Towarzystwo korzystało z obiektu w Rozłuczu, otwartego w 1933 roku. Ponadto PTN organizowało biegi narciarskie oraz wyprawy narciarskie w Bieszczady, Gorgany, Czarnohorę, Beskid Śląski i Mały oraz Karpaty Marmaroskie i Góry Rodniańskie. Od 1935 roku stało się również gospodarzem schronisk turystycznych: w Siankach, Klimcu i pod Pikujem w Bieszczadach Wschodnich oraz na połoninie Pantyr i na połoninie Steryszora w Gorganach. Aktywną działalność Towarzystwa przerwał wybuch II wojny światowej.
Reaktywacja Towarzystwa nastąpiła w 1997 roku. Jego siedziba znajduje się przy ul. Kamienny Most 6 w Przemyślu, a obecnym prezesem jest Paweł Białachowski. PTN jest jednym z organizatorów Mistrzostw Przemyśla w Narciarstwie Alpejskim o Puchar Prezydenta Miasta (wraz ze Stowarzyszeniem dla Przemyśla Regia Civitas) oraz Przemyskiej Ligi Szkolnej w Narciarstwie Alpejskim.

## Schroniska PTN

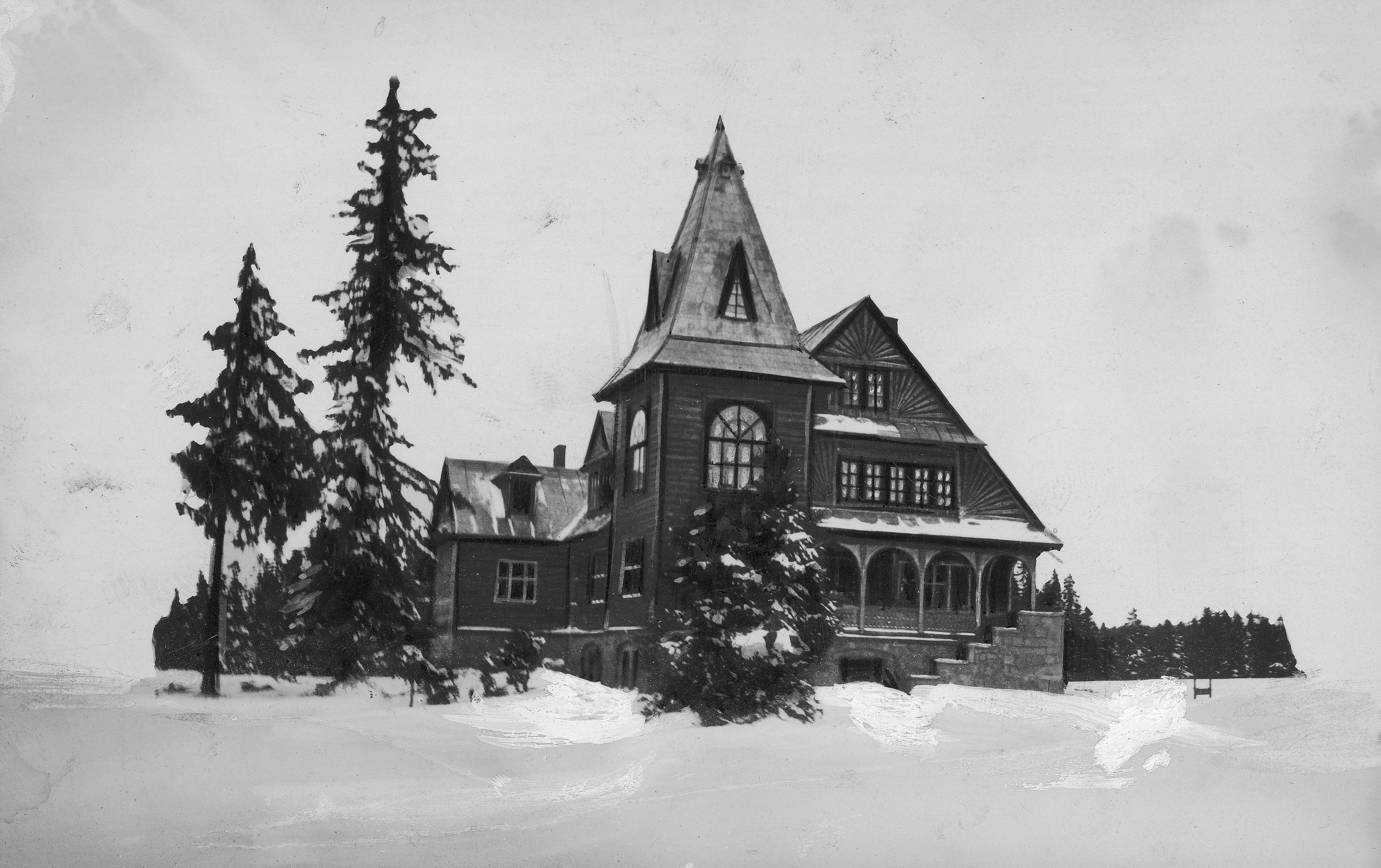
Schronisko PTN w Siankach
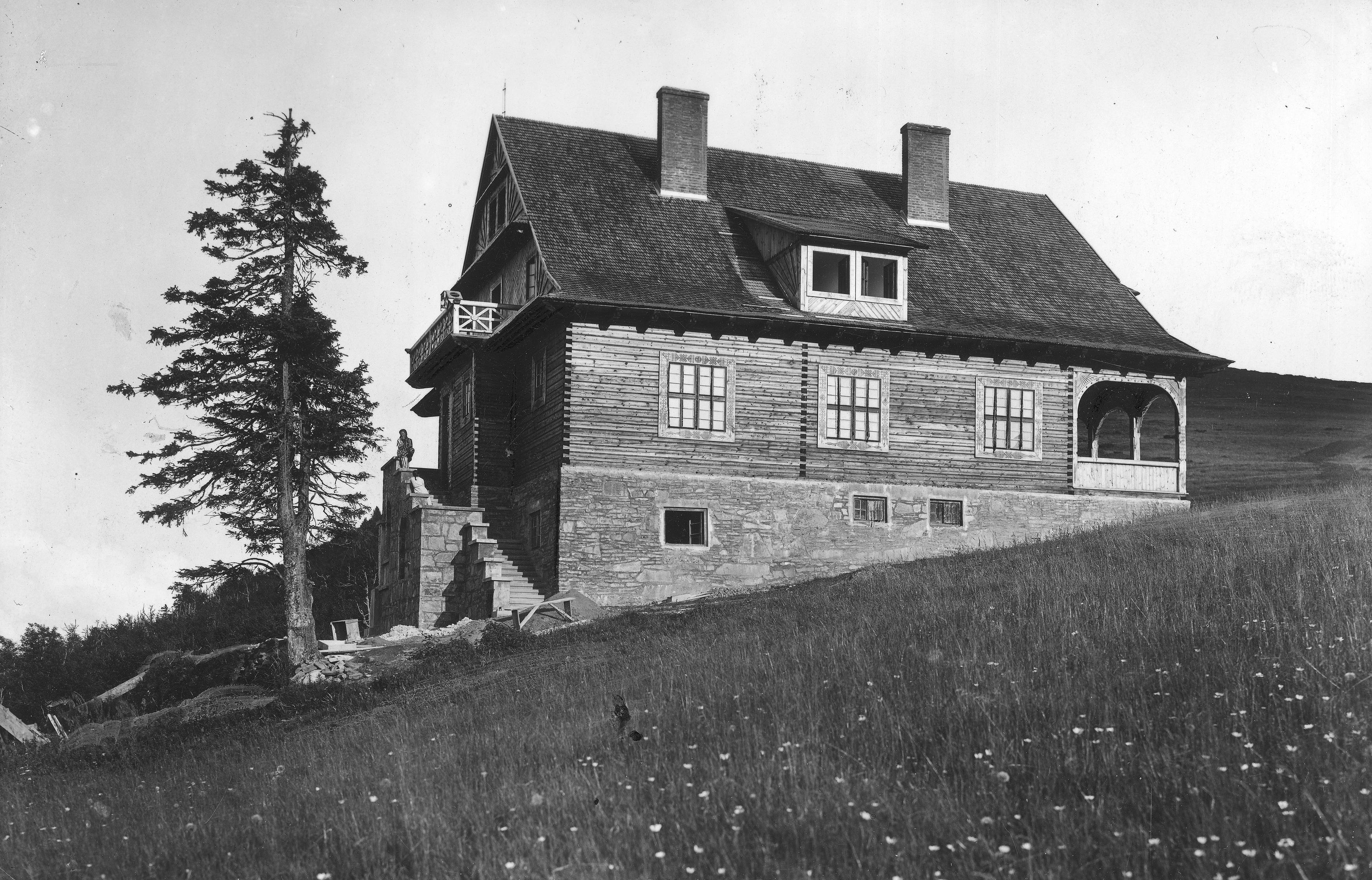
Schronisko PTN pod Pikujem
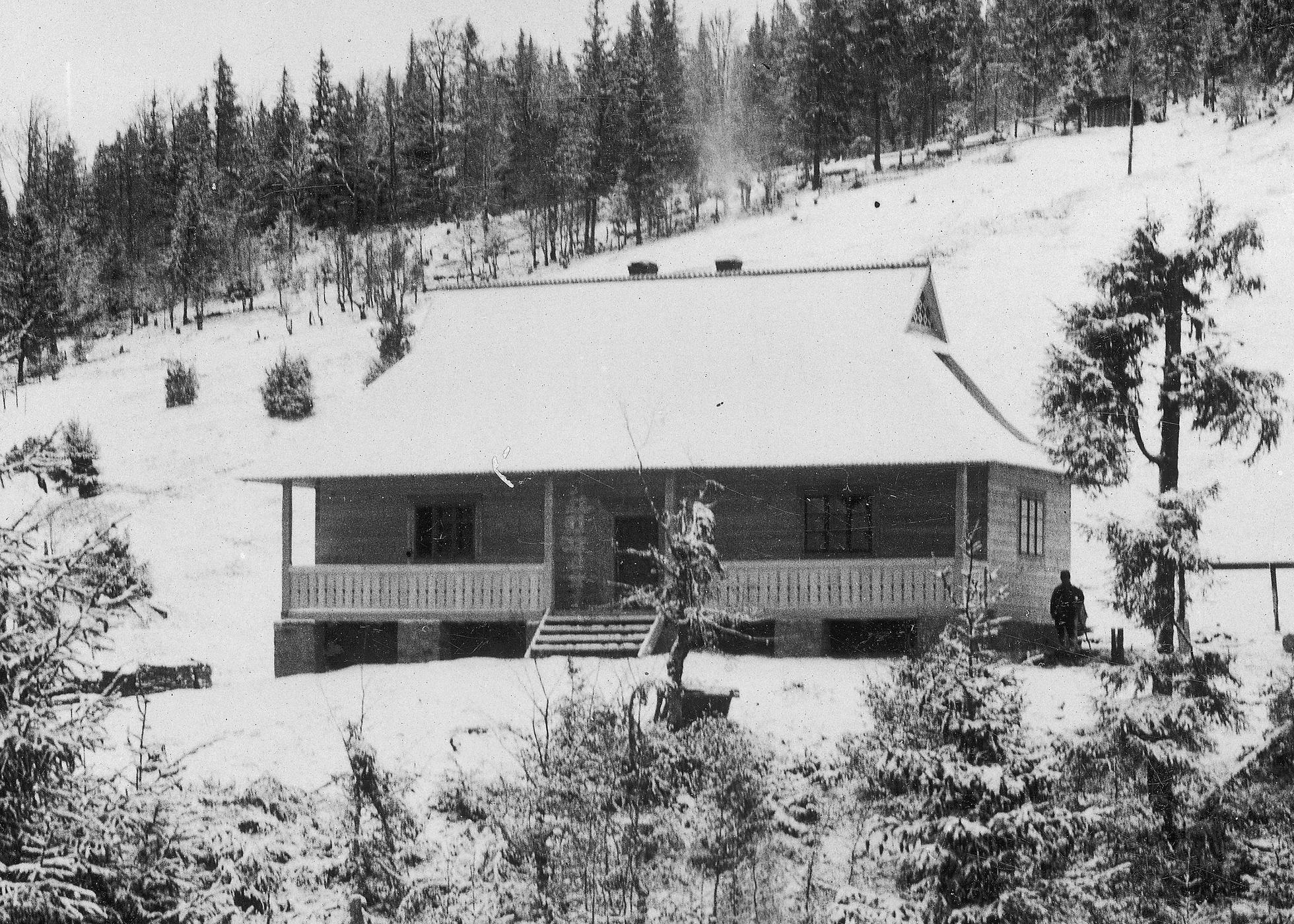
Schronisko PTN na Pantyrze
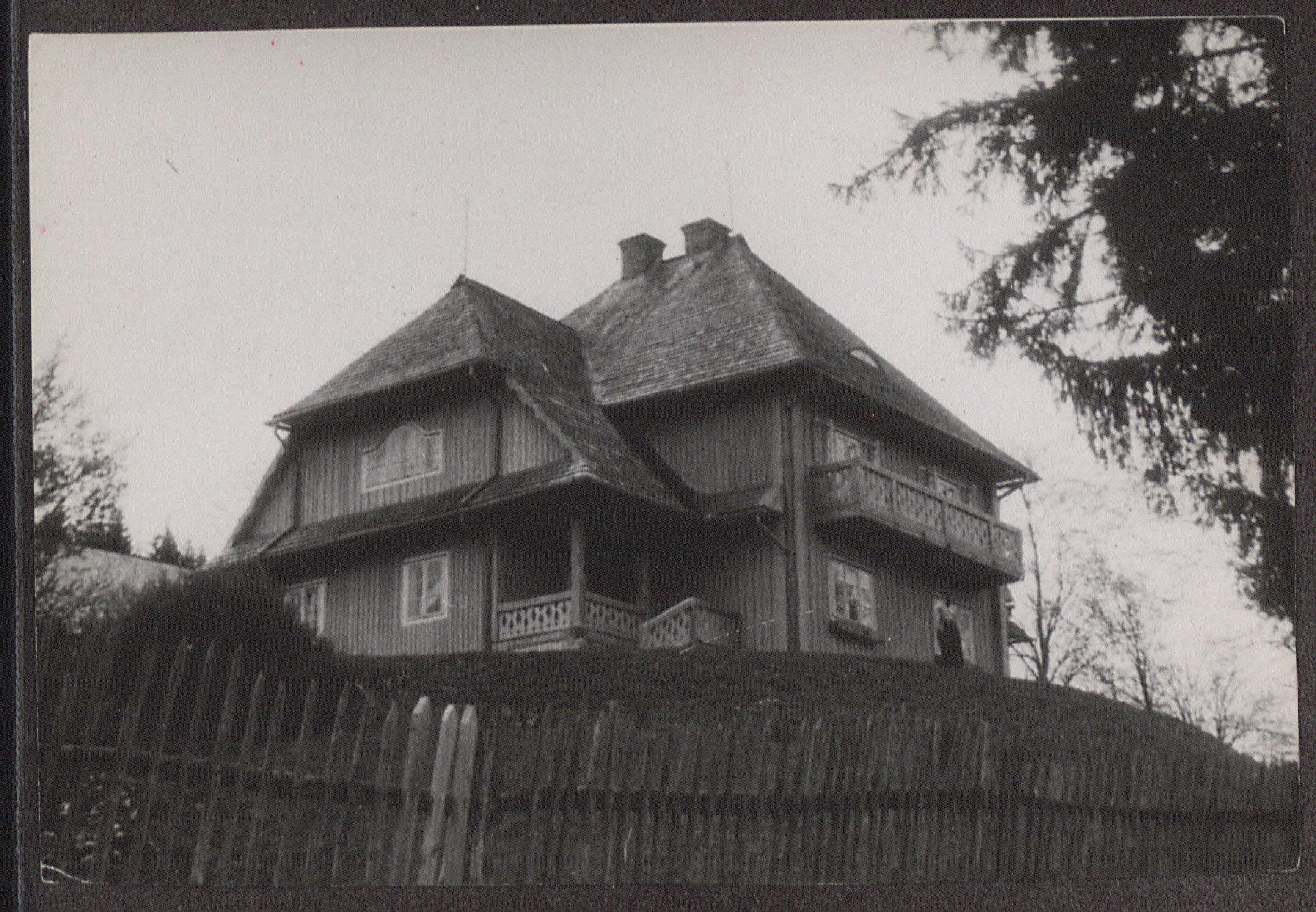
Schronisko PTN w Klimcu
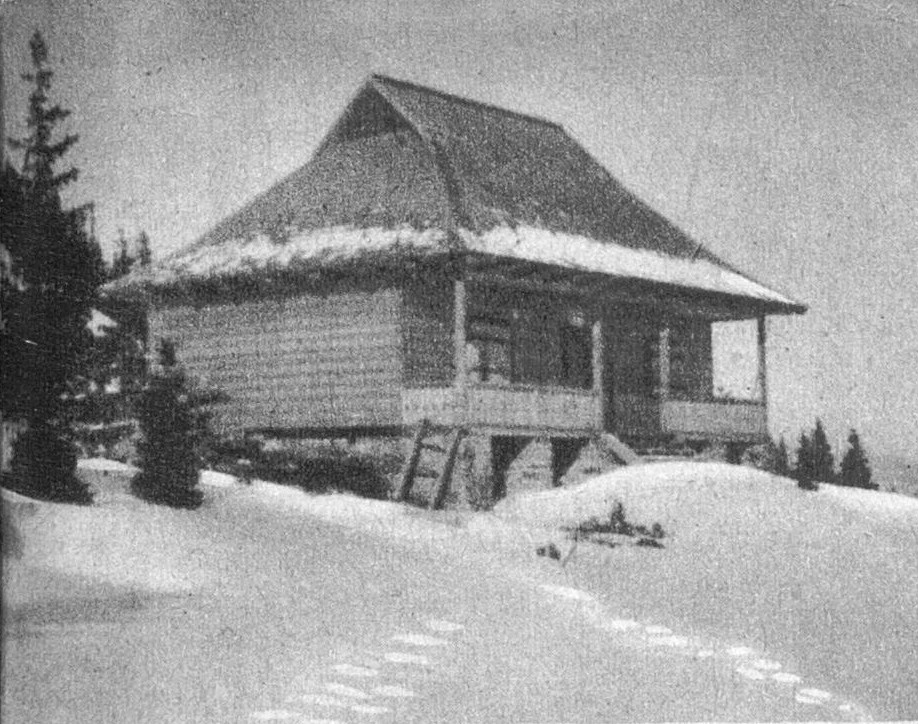
Schronisko PTN na połoninie Steryszora